# Enrique Peña Zauner
Enrique Manuel Peña Zauner (Offenbach del Meno, Hesse, 4 de marzo de 2000) es un futbolista germano-venezolano que juega como centrocampista en el C. S. Marítimo de la Segunda División de Portugal. Representa a Venezuela a nivel internacional.

## Trayectoria
Peña fichó por tres años por el SV Sandhausen en la temporada 2019-20 proveniente de las inferiores del Borussia Dortmund, donde se coronó campeón de la Bundesliga sub-19. El centrocampista debutó profesionalmente el 27 de julio de 2019 en el empate 1-1 contra el Holstein Kiel en la 2. Bundesliga.
En agosto de 2021 cambió de aires y firmó por el Eintracht Braunschweig por dos años.

## Selección nacional
Fue internacional a nivel juvenil con la selección de Alemania sub-16 entre 2015 y 2016, disputó 3 encuentros y anotó un gol.
Desde 2019 forma parte de la selección de Venezuela sub-20. Formó parte del equipo que jugó el Campeonato Sudamericano Sub-20 de 2019.
En una entrevista en octubre de 2018, durante una concentración de la selección sub-20 de Venezuela, el jugador comentó su intención de jugar por la selección de Venezuela.

## Estadísticas
Actualizado al último partido disputado el 20 de enero de 2025.
| Club                              | Div.          | Temporada     | Liga  | Liga  | Copas nacionales | Copas nacionales | Copas internacionales | Copas internacionales | Total | Total |
| Club                              | Div.          | Temporada     | Part. | Goles | Part.            | Goles            | Part.                 | Goles                 | Part. | Goles |
| --------------------------------- | ------------- | ------------- | ----- | ----- | ---------------- | ---------------- | --------------------- | --------------------- | ----- | ----- |
| SV Sandhausen · Alemania          | 2.ª           | 2019-20       | 5     | 1     | 0                | 0                | —                     | —                     | 5     | 1     |
| SV Sandhausen · Alemania          | 2.ª           | 2020-21       | 11    | 0     | 0                | 0                | —                     | —                     | 11    | 0     |
| SV Sandhausen · Alemania          | Total club    | Total club    | 16    | 1     | 0                | 0                | 0                     | 0                     | 16    | 1     |
| Eintracht Braunschweig · Alemania | 3.ª           | 2021-22       | 25    | 4     | 1                | 0                | —                     | —                     | 26    | 4     |
| Eintracht Braunschweig · Alemania | 2.ª           | 2022-23       | 5     | 0     | 0                | 0                | —                     | —                     | 5     | 0     |
| Eintracht Braunschweig · Alemania | Total club    | Total club    | 30    | 4     | 1                | 0                | 0                     | 0                     | 31    | 4     |
| Roda JC · Países Bajos            | 2.ª           | 2023-24       | 37    | 12    | 1                | 0                | —                     | —                     | 38    | 12    |
| Roda JC · Países Bajos            | 2.ª           | 2024-25       | 22    | 1     | 1                | 0                | —                     | —                     | 23    | 1     |
| Roda JC · Países Bajos            | Total club    | Total club    | 59    | 12    | 2                | 0                | 0                     | 0                     | 61    | 13    |
| C. S. Marítimo Portugal           | 2.ª           | 2024-25       | 0     | 0     | —                | —                | —                     | —                     | 0     | 0     |
| C. S. Marítimo Portugal           | Total club    | Total club    | 0     | 0     | 0                | 0                | 0                     | 0                     | 0     | 0     |
| Total carrera                     | Total carrera | Total carrera | 105   | 18    | 3                | 0                | 0                     | 0                     | 108   | 18    |

## Vida privada
Nacido en Alemania, Peña es hijo de padre venezolano y madre alemana.